# Simon Simonius
Simon Simonius (* um 1522 in Lucca; † 1602 in Krakau; auch Amadeus Curtius Ticinensis) war ein italienischer Mediziner und Hochschullehrer, der in mehreren europäischen Ländern tätig war. Seine Karriere war von häufigen Kontroversen und Standortwechseln geprägt, die durch Lehrmeinungen und religiöse Überzeugungen ausgelöst wurden.

## Leben
Da er sich dem Protestantismus anschloss, verließ Simonius nach seinem Studium in Padua Italien und ging in die Schweiz nach Genf, wo er 1565 einen Lehrstuhl für Artes erhielt. Lehrstreitigkeiten führten jedoch zu seiner Vertreibung, die ihn zunächst nach Paris und 1569 nach Leipzig brachte.
Er begann seine Laufbahn an der Universität Wittenberg, wo jedoch keine Professur für ihn frei war. Caspar Peucer empfahl ihn daraufhin dem hessischen Landgrafen Wilhelm, der Simonius an der Universität Marburg unter anderem mit diplomatischen Aufträgen betraute. Durch eine Empfehlung Wilhelms an den Kurfürsten August von Sachsen erhielt Simonius schließlich am 21. Juni 1569 eine Bestallung als Dozent in Leipzig, allerdings nicht als Leibarzt oder Professor.
In Leipzig gründete er den Kreis der „Academici acuti“, eine Gruppe von 15 Studenten, die sich durch strenge Disputationsregeln und eine elitäre Haltung auszeichnete. Dies führte zu Konflikten mit anderen Dozenten, einschließlich des Seniors Joachim Camerarius. Simonius geriet ebenfalls mit dem Mag. Gregor Bersman in langwierige Streitigkeiten, die seine Position an der Universität weiter schwächten. Sein Engagement und seine kontroversen Ansichten führten zu weiteren Spannungen und Intrigen, insbesondere gegen den Rektor der Nicolai-Schule, Mag. Johann Oetwein.
Seine Laufbahn war von weiteren Herausforderungen geprägt, darunter ein hitziger Streit mit dem Mediziner Neefe am Sterbebett des calvinistischen Leipziger Bürgermeisters Hieronymus Rauscher, bei dem beide Kontrahenten zu Waffen griffen. Trotz seines hohen Gehalts als Leibarzt und Professor, das insgesamt 500 fl. betrug, konnte Simonius keine dauerhafte Professur erlangen.
Im November 1579 versuchte Simon Simonius erneut, eine Professur für Chirurgie und Anatomie an der Universität zu erlangen. Aufgrund anhaltender Streitigkeiten mit anderen Professoren bat Simonius den Kurfürsten, ihn von der Professur zu entbinden. Er äußerte den Wunsch, lieber in anderen Bereichen tätig zu sein, wie das Unterrichten von Barbieren, das Abhalten von Sektionen und das Schreiben von Büchern, statt weiterhin als Professor zu wirken. Der Kurfürst war bereit, Simonius für seine Buchprojekte für drei Jahre zu beurlauben und die Universität stimmte zu, ihm die praktische und theoretische Chirurgie und Anatomie mit einem Gehalt von 150 fl. zu übertragen, was ihm ein außergewöhnlich hohes Gesamtgehalt von 650 fl. eingebracht hätte. Jedoch wurde ihm eine Einnahme von 200 fl. aus dem Kloster Kölleda wegen einer Neuordnung der geistlichen Bezüge am 11. September 1580 entzogen, obwohl ihm ein Gehalt aus Schulpforta weiterhin zustand. Er übernahm schließlich am 1. Januar 1580 den neuen Lehrstuhl für Chirurgie und Anatomie. Hier setzte er sich für eine kritischere Betrachtung der Lehren von Galen und Hippokrates ein und forderte mehr praktische Fähigkeiten von den Ärzten.
Bei einer öffentlichen Disputation zur Konkordienformel im Oktober ließ Simonius sich zu einem Einwand hinreißen, was Präses Nicolaus Selnecker dazu veranlasste, einen Bericht an den Kurfürsten zu senden. Eine kurfürstliche Kommission verlangte die Unterschrift aller Professoren unter diese Formel und Simonius’ Weigerung führte zu seiner sofortigen Entlassung. Nach seiner Entlassung blieb er in Leipzig, wo er weiterhin praktizierte und lehrte, allerdings vom Abendmahl ausgeschlossen war.
Schließlich zog Simonius nach Prag, um in die Dienste Kaiser Rudolfs II. zu treten und konvertierte dort zum Katholizismus. 1581 wurde Simonius zum Leibarzt von Kaiser Rudolf II. ernannt. Später diente er auch als Leibarzt des polnischen Königs Stephan Bathory. Seine Tätigkeit am polnischen Hof endete jedoch nach Auseinandersetzungen über die Ursachen des Todes des Königs. Seine letzten Jahre verbrachte er zurückgezogen in Mähren, fernab von den vorherigen Kontroversen, die seine Laufbahn begleitet hatten. Er verstarb am 3. April 1602 in Krakau.

## Familie
Simon Simonius war dreimal verheiratet. Seine erste Frau war eine Italienerin namens Angela (* in Lucca; † in Genoa).
Am 10. April 1570 heiratete er in zweiter Ehe Magdalena Hülsen(† 1582). Aus dieser Verbindung ging die Tochter Magdalena hervor, geboren 1572. Magdalena Simonius blieb in Leipzig, wo sie 1596 den Leipziger Bürgermeister Friedrich Mayer (1570–1637) heiratete. 1610 wurde ihr Sohn, der spätere Baumeister Jacob Mayer, geboren. Ihre Tochter, Margarete Mayer, heiratete Gottfried Grosse, einen Leipziger Buchhändler und Ratsherrn, und war die Mutter des Leibarztes Heinrich Boezo.
In dritter Ehe war er mit der Polin Magdalena Krzyżanowska († 1601) verheiratet.